# Juan N. Silva Meza
Juan Nepomuceno Silva Meza (Ciudad de México, 13 de septiembre de 1944) es un jurista mexicano, que desde enero de 1995 hasta diciembre de 2015 se desempeñó como ministro de la Suprema Corte de Justicia de la Nación. Fue presidente de dicho tribunal entre el 3 de enero de 2011 y el 31 de diciembre de 2014.

## Biografía
Hijo del escritor Juan Silva Vega y de la profesora Ana Ma Meza de Silva, nació el 13 de septiembre de 1944 en el Distrito Federal.
Obtuvo el grado de licenciado en Derecho por la Universidad Nacional Autónoma de México en 1970, a partir de entonces comenzó su carrera judicial como secretario de un tribunal colegiado, secretario de Estudio y Cuenta en la Suprema Corte de Justicia y como secretario adscrito a sala.
Ya como juez, fungió en el Juzgado octavo de distrito en materia penal del Distrito Federal, luego como magistrado del Tribunal Colegiado del Decimotercer Circuito en Oaxaca, capital del estado del mismo nombre y luego en el Segundo Tribunal Unitario del Primer Circuito nuevamente en el Distrito Federal. Igualmente se desempeñó magistrado Propietario de la Sala de Segunda Instancia del Tribunal Electoral del Poder Judicial de la Federación.
Nominado ministro por Ernesto Zedillo en diciembre de 1994, siendo ratificado el 26 de enero de 1995 por el Senado de la República, comenzando funciones el 1 de febrero del mismo año.
Fue considerado ministro de corte liberal, ya que se alineó en tal corriente en casos como la violación de las garantías individuales de la periodista Lydia Cacho; la inconstitucionalidad respecto de la despenalización del aborto y el caso de las guarderías ABC donde formó parte de la minoría que votó por imponer responsabilidades a funcionarios públicos.
El 3 de enero de 2011, es electo presidente de la Suprema Corte para suceder en el cargo al ministro Guillermo I. Ortiz Mayagoitia en un cargo que ocupará hasta el 31 de diciembre de 2014, lo que lo convierte también en presidente del Consejo de la Judicatura Federal por el mismo periodo.
En enero de 2016, reinició su labor docente en la Facultad de Derecho de la Universidad Nacional Autónoma de México, su alma mater, donde imparte la cátedra de Derecho Constitucional.

## Obras
- Silva Meza, Juan N. (2000). Hacia la nueva Ley de Amparo. Discursos de los Ministros de la Suprema Corte 7. México: Poder Judicial de la Federación. ISBN 9789707120532.
- — (2001). La confianza se gana día a día. Discursos de los Ministros de la Suprema Corte 11. México: Poder Judicial de la Federación. ISBN 9789707120570.
- — (2002). La interpretación constitucional en el marco de la justicia constitucional y la nueva relación entre poderes. Estudios Jurídicos 8. México: Universidad Nacional Autónoma de México. ISBN 9703201415.
- — (2005). Efectos de las sentencias de la Suprema Corte de Justicia de la Nación en los procesos constitucionales. 10 años de la Novena Época. México: Poder Judicial de la Federación. ISBN 9789707124875.
- — (2007). Derechos fundamentales: algunos retos institucionales para el siglo XXI. Estudios Jurídicos 52. México: Universidad Nacional Autónoma de México. ISBN 9789703247165.
- —& Silva García, Fernando (2009). Derechos fundamentales: bases para la reconstrucción de la jurisprudencia constitucional. México: Porrúa. ISBN 6070902769.